# Samantha Mathis
Samantha Mathis (Brooklyn, Nueva York, 12 de mayo de 1970) es una actriz estadounidense, conocida por sus interpretaciones en películas como Pump Up the Volume, American Psycho, Broken Arrow, Super Mario Bros. y The Punisher. Ha tenido también papeles como invitada en series televisivas como Law & Order: Special Victims Unit, House M.D. o Grey's Anatomy.

## Biografía
Samantha Mathis es hija de la actriz de origen austriaco Bibi Besch y nieta de la también actriz Gusti Huber.
Cuando tenía tres años sus padres se divorciaron, quedándose ella con su madre. Este acontecimiento expuso a la pequeña Samantha, desde el primer momento, al mundo de la actuación, lo cual fue determinante a la hora de decidir su futuro.
Su primer papel principal fue el de Nora en la película Rebelión en las ondas (Pump Up the Volume) donde compartía protagonismo con su pareja de aquel entonces Christian Slater. Años más tarde volverían a coincidir en la película de acción Broken Arrow de John Woo.
La vida de Mathis en la década de los 90 estuvo marcada por el infortunio, comenzó a salir con River Phoenix cuando rodaron juntos la película Esa cosa llamada amor y precisamente estaba con él la noche en que murió, el 31 de octubre de 1993, en el local The Viper Room, propiedad de Johnny Depp. Pocos años más tarde, el 7 de septiembre de 1996 su madre fallecería como consecuencia de un cáncer de mama.
Mathis ha rodado en dos ocasiones con directores españoles: en 2009 para Luis Berdejo en The New Daughter, película de terror en la que encarnaba a la profesora de Ivana Baquero, y al año siguiente para Rodrigo Cortés en Buried, en la que interpretaba a la esposa del contratista sepultado que daba título a la película.

## Vida personal
Mathis fue la última novia del actor River Phoenix y estaba con Phoenix la noche que murió como resultado de una sobredosis de drogas mientras asistía a The Viper Room en Los Ángeles, California. En el informe de la autopsia la policía de Los Ángeles detalla que Mathis se negó varias veces a dar más detalles que rodearon la muerte de Phoenix y había dicho a los oficiales de policía que en el momento de la muerte de Phoenix no tenía conocimiento de su uso de drogas.
Mathis habló por primera vez públicamente sobre la muerte de Phoenix en una entrevista con The Guardian en 2018. Ella explicó las circunstancias que rodearon la muerte de Phoenix: «Sabía que algo estaba mal esa noche, algo que no entendía. No vi a nadie drogándose, pero estaba drogado de una manera que me hizo sentir incómoda ... la heroína que lo mató no sucedió hasta que estuvo en The Viper Room. Tengo mis sospechas sobre lo que estaba sucediendo, pero no vi nada».

## Premios y nominaciones
Mathis fue nominada en 1995 para un Young Artist Award en los Premios Young Artist a la mejor actriz joven de reparto por la película This Is My Life (1992) y en 2005 para un Premio Saturn de la Academia de Ciencia Ficción, Fantasía y Terror a la mejor actriz de televisión por la miniserie basada en un libro de Stephen King, Salems Lot (La noche del vampiro en español, 2004).

## Filmografía
| Año         | Título                                                       | Papel                         |
| ----------- | ------------------------------------------------------------ | ----------------------------- |
| 1988        | Aaron's Way: The Harvest                                     | Roseanne Miller               |
| 1988        | Aaron's Way                                                  | Roseanne Miller               |
| 1988 - 1989 | Knightwatch                                                  | Jacqueline "Jake" Monroe      |
| 1989        | Forbidden Sun                                                | Paula                         |
| 1989        | Cold Sassy Tree                                              | Lightfoot McClendon           |
| 1989        | CBS Summer Playhouse                                         | Mary Dunne                    |
| 1990        | Pump Up the Volume                                           | Nora Diniro                   |
| 1990        | Extreme Close-Up                                             | Laura                         |
| 1990        | 83 Hours 'Til Dawn                                           | Julie Burdock                 |
| 1990        | To My Daughter                                               | Anne Carlston                 |
| 1992        | This Is My Life                                              | Erica Ingels                  |
| 1992        | FernGully: The Last Rainforest                               | Crysta                        |
| 1993        | The Music of Chance                                          | Tiffany                       |
| 1993        | Super Mario Bros.                                            | Princesa Daisy                |
| 1993        | The Thing Called Love                                        | Miranda Presley               |
| 1994        | Little Women                                                 | Older Amy March               |
| 1995        | Jack and Sarah                                               | Amy                           |
| 1995        | How to Make an American Quilt                                | Young Sophia Darling Richards |
| 1995        | The American President                                       | Janie Basdin                  |
| 1996        | Broken Arrow                                                 | Terry Carmichael              |
| 1996        | Museum of Love                                               | Stephanie                     |
| 1998        | Waiting for Woody                                            | Gail Silver                   |
| 1998        | Sweet Jane                                                   | Jane                          |
| 1998        | Freak City                                                   | Ruth Ellison                  |
| 1999        | The Outer Limits                                             | Marie Wells                   |
| 1999 - 2000 | Harsh Realm                                                  | Sophie Green                  |
| 2000        | The Simian Line                                              | Mae                           |
| 2000        | American Psycho                                              | Courtney Rawlinson            |
| 2000        | Mermaid                                                      | Rhonda                        |
| 2000        | Attraction                                                   | Corey                         |
| 2001        | First Years                                                  | Anna Weller                   |
| 2001        | Night Visions                                                | Diane Barnes                  |
| 2001        | The Mists of Avalon                                          | Gwenhwyfar                    |
| 2002        | Becoming Glen                                                |                               |
| 2002        | PBS Hollywood Presents                                       | Lisa Morrison                 |
| 2002        | Collected Stories                                            | Lisa Morrison                 |
| 2003        | The Twilight Zone                                            | Rachel                        |
| 2003        | Law & Order: Special Victims Unit                            | Hilary Barclay                |
| 2004        | The Punisher                                                 | Maria Castle                  |
| 2004        | Salem's Lot                                                  | Susan Norton                  |
| 2005        | Fathers and Sons                                             | Jenny                         |
| 2005        | Kids in America                                              | Jennifer Rose                 |
| 2005        | Touched                                                      | Jeannie Bates                 |
| 2005        | Law & Order: Criminal Intent                                 | Dr. Christine Ansel           |
| 2006        | Secrets of a Small Town                                      | Samantha Steele               |
| 2006        | Believe in Me                                                | Jean Driscoll                 |
| 2006        | House, M.D.                                                  | Maria Palko                   |
| 2006        | Local Color                                                  | Carla                         |
| 2006        | Nightmares and Dreamscapes: From the Stories of Stephen King | Karen Evans                   |
| 2006        | Absolution                                                   | Bettina Lloyd                 |
| 2007        | A Stranger's Heart                                           | Callie Morgan                 |
| 2007        | Lost                                                         | Olivia the Teacher            |
| 2007        | Oprah Winfrey Presents: Mitch Albom's For One More Day       | Young Pauline "Posey" Benetto |
| 2009        | Grey's Anatomy                                               | Melinda Prescott              |
| 2009        | Order of Chaos                                               | Jennifer                      |
| 2009        | Lebanon, Pa.                                                 | Vicki                         |
| 2009        | Royal Pains                                                  | Amy Hill                      |
| 2009        | The New Daughter                                             | Cassandra Parker              |
| 2010        | Buried                                                       | Linda Conroy                  |
| 2013        | La cúpula                                                    | Alice Calvert                 |
| 2015 - 2016 | The Strain                                                   | Justine Feraldo               |
| 2023        | Pet Sematary: Bloodlines                                     | Kathy Crandall                |